# Herbert von Derwent Water
Herbert von Derwent Water († 20. März 687) war ein angelsächsischer Mönch und Einsiedler, der als Heiliger verehrt wird. Über das Leben von Herbert von Derwent Water, über das nur bekannt ist, dass er ein Freund und Schüler von Cuthbert von Lindisfarne war, berichtet der Kirchenlehrer Beda Venerabilis.

## Leben
Herbert besuchte Cuthbert regelmäßig jedes Jahr auf Lindisfarne mit der Bitte um geistliche Unterweisung. Im Jahr 686 war Cuthbert jedoch in Carlisle, um dort Königin Eomenburg, die Witwe des kurz zuvor im Krieg gefallenen Königs Ecgfrith von Northumbria zur Nonne zu weihen. Herbert traf Cuthbert deshalb in Carlisle. Cuthbert, der bereits in einer Vision den Tod des Königs korrekt vorhergesehen hatte, erklärte Herbert bei diesem Treffen in Carlisle, dies sei ihre letzte Begegnung, Herbert möge ihm alles sagen und ihn alles fragen, was er noch wollte, denn er, Cuthbert, würde sterben. Herbert bat daraufhin darum, dass sie beide gleichzeitig vor Gott erscheinen mögen. Cuthbert versicherte Herbert daraufhin nach einem Gebet, dass dieser Wunsch gewährt würde. Herbert verließ Cuthbert und erkrankte nach seiner Rückkehr in seine Einsiedelei schwer. Er starb am 20. März 687 am selben Tag wie Cuthbert. Sein Gedenktag fällt daher mit dem Cuthberts zusammen.

## Verehrung
Thomas Appleby, der Bischof von Carlisle, ordnete 1374 an, dass der Vicar von Crosthwaite jedes Jahr am 13. April eine Messe in dessen Einsiedelei halten solle und gewährte jedem, der an dieser Messe teilnahm, einen Ablass von 40 Tagen. Heute wird von der Kirchengemeinde Our Lady of the Lakes and St Charles in Keswick alljährlich eine Wallfahrt zum hl. Herbert organisiert, die jedoch wegen des besseren Wetters im Sommer stattfindet.
Die Kirche St Herberts in Chadderton ist dem Patrozinium des hl. Herbert von Derwentwater unterstellt. Die Gemeinde unternimmt seit 1983 jährlich im März eines Jahres eine Wallfahrt zur Einsiedelei des Heiligen.

## Einsiedelei

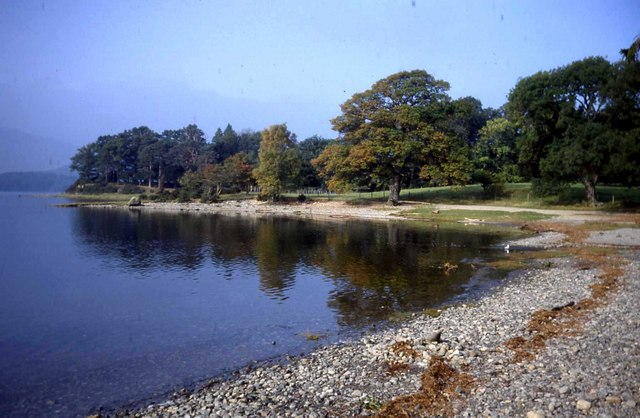
Friars Crag

Herbert wählte als Ort für seine Einsiedelei eine Insel im Derwent Water, die als St. Herbert’s Island bekannt ist. (54° 35′ N, 3° 9′ W) Von der Einsiedelei sind noch Reste auf der Insel erkennbar. Überreste eines etwa sechs Meter langen Gebäudes gelten als die frühere Kapelle, während ein deutlich kleineres Gebäude als Wohnraum betrachtet wird. Auf der Insel befindet sich heute eine kleine vom Besitzer der Insel Wilfrid Lawson errichtete Grotte, die als „New Hermitage“ bezeichnet wird. Ein Ufervorsprung am östlichen Ufer von Derwent Water wird als Friars Crag bezeichnet.(54° 35′ 25″ N, 3° 8′ 27,3″ W) Dies soll der Punkt sein, von dem aus Mönche zur Insel übersetzten.

## Erwähnung in der Literatur
William Wordsworth schrieb die Widmung For the spot where the hermitage stood on St. Herbert’s Island, Derwentwater für die Insel. Beatrix Potter erwähnt St. Herbert’s Island in der Geschichte vom Eichhörnchen Nutkin, in der die Figur Old Brown zur Owl Island segelt. In Melvyn Braggs Roman Credo, der im England des 7. Jahrhunderts spielt, taucht Herbert von Derwentwater als „Erebert“ auf.